# Belus (Babylon)
Belus ist der sagenhafte Gründer von Babylon, wie Ninos des assyrischen Niniveh. Er  wurde jedoch in babylonisch-assyrischer Zeit als Sonnengott verehrt. In  spätbabylonischer Zeit wurde er mit Ba’al bzw. Marduk verschmolzen. Den Griechen galten die Ruinen des Etemenanki in Babylon als Grab des Belus. Strabon (Geographika 16, 1.5) beschreibt es als viereckige Pyramide aus Backstein von einem Stadium Seitenlänge und einem Stadium Höhe. Es wurde angeblich von Xerxes zerstört. Alexander der Große wollte es wieder aufbauen, woran ihn sein früher Tod hinderte. Strabo gibt an, allein das Beseitigen des Schuttes hätte 10.000 Männer zwei Monate beschäftigt.